# Elsa van Württemberg

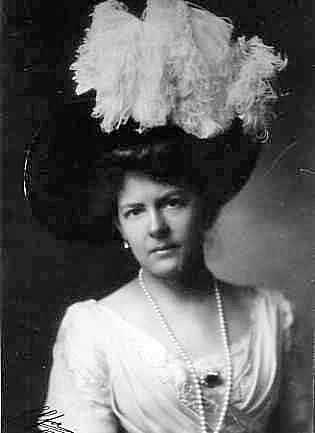
Hertogin Elsa van Württemberg, prinses van Schaumburg-Lippe

Élsa Mathilde Maria van Württemberg (Stuttgart, 1 maart 1876 - Pfaffstätt, 27 mei 27 januari 1936) was een hertogin van Württemberg. 
Zij was de oudste van een meisjestweeling, die geboren werd bijna een jaar na het overlijden van hun oudste broertje. Haar ouders waren hertog Eugenius en Vera Konstantinova Romanova. Via haar vader - wiens moeder een achternicht was van koningin Emma - was zij gelieerd aan het Nederlands koningshuis. Haar jongere tweelingzus was hertogin Olga.
Even leek het erop of Elsa zou trouwen met Alfred, erfprins van Saksen-Coburg en Gotha, wiens vader een zoon was van de Britse koningin Victoria. Berichten daarover circuleerden in 1895 al in de Britse pers. Prins Alfred (om hem van zijn vader prins Alfred te onderscheiden, young Alfie genoemd) overleed - onder nooit opgehelderde omstandigheden in 1899. Van een huwelijk tussen Elsa en hem is het in elk geval nooit gekomen.
Wel trouwde Elsa op 28 januari 1895 met prins Albrecht van Schaumburg-Lippe, een zoon van Willem Karel van Schaumburg-Lippe en Bathildis van Anhalt-Dessau. Het paar kreeg de volgende kinderen:
- Max (1898-1974)
- Frans Jozef (1899-1963)
- Alexander (1901-1923)
- Bathildis (1903-1983)